# Naze
Naze (名瀬市 -shi) é uma cidade japonesa localizada na província de Kagoshima.
Em 2003 a cidade tinha uma população estimada em 41 778 habitantes e uma densidade populacional de 327,31 h/km². Tem uma área total de 127,64 km².
Recebeu o estatuto de cidade a 1 de Julho de 1946.